# 巴斯比之椅
巴斯比之椅（英文：Busby's stoop chair），又称“死者之椅”。据说是一把被杀人犯巴斯比·斯图普比在英国北约克郡执行绞刑前诅咒过了的橡木椅子。

## 杀人犯的诅咒
1702年，巴斯比·斯图普被执行死刑后，据称有63人在坐过这把椅子后不久便命归黄泉。此外，据说他的鬼魂还经常在当时执行死刑的绞刑台游荡。

## 背景
巴斯比本人是一名伪钞制造者，同时还是个酒鬼。根据传说，他娶了镇上漂亮的姑娘伊丽莎白·奥汀，但对方的父亲（丹尼尔·奥汀)却一直反对这门婚事。 有一次巴斯比回家后，发现丹尼尔·奥汀坐在他最喜欢的椅子上，并宣称他要将女儿带回家。巴斯比拒绝了，并在当晚晚些时候将他的岳父在床上掐死。之后他在1702年被捕并被判死刑。传说他临刑前诅咒了所有要坐到他那把最爱的椅子上的人。 巴斯比最终在山德哈顿的一个十字路口被执行绞刑，行刑地点就在他与妻子居住的小旅馆旁。这家旅馆后来改名叫巴斯顿·斯图普旅馆 ，并在2012年倒闭。

## 死亡传说
据说因这把椅子而死的人中，包括两名英国皇家空军的飞行员，还有一名名叫卡罗·帕尼亚尼的家具修理工，他们都在坐过椅子后的几个小时内便因车祸而亡。
在1972年这把椅子被悬挂到了瑟斯克博物馆的墙上以避免意外的继续发生。